# Cratichneumon amoenus
Cratichneumon amoenus là một loài tò vò trong họ Ichneumonidae.